# Галерија грбова Исланда
Галерија грбова Исланда обухвата актуелни грб Исланда, његове историјске грбове, као и грбових округа и општина.

## Актуелни грб Исланда
- Грб
 Исланда 
 (1944-данас)
- Председнички грб
 Исланда

## Историјски грбови Исланда
- Грб 
 Исландске заједнице 
 (930–1262)
- Грб 
 Норвешког Исланда 
 (1262–16. вијек)
- Грб 
 Данског Исланда 
 (16. вијек–1903)
- Грб 
 Данског Исланда 
 (1903–1918)
- Грб 
 Краљевине Исланд 
 (1918–1944)

## Грбови општина Исланда
- Рејкјавик